# 25259 Lucarnold
25259 Lucarnold este un asteroid din centura principală de asteroizi.

## Descriere
25259 Lucarnold este un asteroid din centura principală de asteroizi. A fost descoperit pe 11 noiembrie 1998 la Caussols în cadrul programului ODAS. Asteroidul prezintă o orbită caracterizată de o semiaxă mare de 2,96 ua, o excentricitate de 0,04 și o înclinație de 0,7° în raport cu ecliptica.